# Bartłomiej Jamróz
Bartłomiej Jamróz (ur. 15 grudnia 1973 w Krakowie) – polski piłkarz, występujący na pozycji obrońcy lub defensywnego pomocnika, przez szereg lat związany z Ruchem Chorzów.

## Życiorys
Jamróz swoją karierę rozpoczynał w Krakowie. Jest wychowankiem klubu Krakus z Nowej Huty; stamtąd trafił do Garbarni, a następnie do Wisły, gdzie w sezonie 1992/93 zaliczył swoje pierwsze występy w I lidze. Po rozegraniu dwóch sezonów w barwach Białej Gwiazdy i jej spadku do II ligi trafił do innego klubu z rodzinnego miasta, a mianowicie Hutnika, grającego na najwyższym szczeblu rozgrywek. Razem z Jamrozem w składzie popularne Gumiory w sezonie 1995/96 zajęły 3. miejsce w tabeli ligowej i zakwalifikowały się do Pucharu UEFA, w którym we wrześniu 1996 roku został wyeliminowany w 1/32 finału przez AS Monaco. W dalszym okresie Hutnik popadł w kryzys, który zaowocował nieoczekiwanym spadkiem z I ligi.
Jamróz już w 1998 roku zdecydował się na odejście. Jego nowym zespołem został klub ze ścisłej czołówki pierwszoligowych zmagań – Ruch Chorzów. Tam obrońca wraz z Niebieskimi, już w sezonie 1999/00, sięgnął po swój drugi w karierze brązowy medal mistrzostw Polski i znowu miał szansę występów w PUEFA. Klub z ul. Cichej 6 został stamtąd szybko wyeliminowany przez Inter Mediolan. Defensor grał w Ruchu do 2003 roku. Po opuszczeniu szeregów Niebieskich sądził się z klubem, w którym spędził najlepsze lata kariery, o zaległe pieniądze. Związkowy Trybunał Piłkarski przy PZPN dopiero w 2010 roku wymusił na działaczach Ruchu, przez użycie sankcji finansowych, wypłatę zaległych gaż swoim wierzycielom - byli wśród nich: Damian Gorawski, Jamróz, Rafał Kwieciński, trener Orest Lenczyk, Marek Matuszek, Jacek Matyja, Jakub Wierzchowski oraz Jan Woś.
Do chwili zakończenia kariery grał jeszcze w czterech klubach: pierwszoligowym Górniku Polkowice, cypryjskich: Alki Larnaka i APOEL-u Nikozja (z którego w owym czasie odszedł Wojciech Kowalczyk, a przybyli inni Polacy: Andrzej Krzyształowicz i Jarosław Popiela) oraz - ponownie - w Garbarni Kraków.